# ورقة 1 جنيه إسترليني بنك إنجلترا
ورقة 1 جنيه إسترليني بنك إنجلترا هي ورقة جنيه إسترليني. كانت أصغر فئة نقدية يصدرها بنك إنجلترا بعد أن سحب ورقة العشرة شلن في عام 1970. أصدر بنك إنجلترا ورقة واحد جنيه أول مرة في عام 1797 واستمرت طباعتها حتى عام 1984، ثم سحبت الورقة في عام 1988 بسبب التضخم واستبدلت بعملة قطع معدنية.

## التاريخ
أصدرت ورقة 20 جنيه إسترليني بنك إنجلترا أول مرة في عام 1797، نتيجة لنقص الذهب الناجم عن حروب الثورة الفرنسية. كانت الأوراق الأولى مكتوبة بخط اليد وأصدرت حسب الحاجة للأفراد. كانت هذه الأوراق مكتوبة على وجه واحد فقط وتحمل اسم المستفيد والتاريخ وتوقيع أمين الصندوق الذي أصدرها. كان من الممكن استبدال هذه الورقة بالكامل أو جزئيًا بمبلغ معادل من الذهب عند تقديمها في البنك باستثناء فترة التقييد بين 1797 و1821، عندما تسببت حروب الثورة الفرنسية والحروب النابليونية في نقص الذهب. توقف إصدار وررقة جنيه واحد في عام 1821 واستبدلت بالسوفرن.

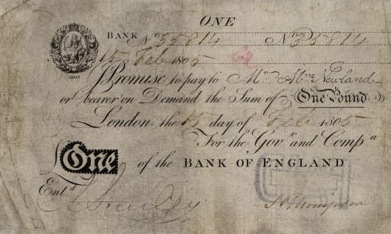
ورقة جنيه واحد صادرة في 1805

أصدرت ورقة جنيه واحد في عام 1960 من السلسلة C ولم تعد أوراق واحد جنيه النقدية القديمة قانونية في عام 1962. كانت هذه الورقة أصغر قليلاً على وجه الورقة صورة الملكة إليزابيث الثانية وعلى الظهر شعار بنك إنجلترا. أصدرت ورقة جنيه واحد من السلسلة D في عام 1978. على وجه الورقة صورة الملكة إليزابيث الثانية وعلى الظهر العالم ورئيس دار سك العملة الملكية إسحاق نيوتن. غيرت ألوان الورقة في عام 1981. أُعلن في 31 يوليو 1981 أنه ستستبدل ورقة 1 جنيه بقطعة معدنية، سُكت القطعة النقدية الجديدة من النحاس والنيكل في 21 أبريل 1983 ولم تعد ورقة 1 جنيه قانونية في 11 مارس 1988.

## التصاميم
| السلسلة                    | تاريخ الإصدار  | أخر طبعة       | تاريخ السحب   | اللون                                   | الحجم                   | التصميم                                                  | معلومات إضافية                            |
| -------------------------- | -------------- | -------------- | ------------- | --------------------------------------- | ----------------------- | -------------------------------------------------------- | ----------------------------------------- |
| وايت                       | 2 مارس 1797    | 1821/1825–6    | مجهول         | أحادية اللون (مطبوعة على جانب واحد فقط) | 200 × 113ملم (قد تختلف) |                                                          |                                           |
| الإصدار الأول              | 7 أغسطس 1914   | مجهول          | 12 يونيو 1920 | أسود وأبيض (مطبوعة على جانب واحد فقط)   | 127 × 64 ملم            |                                                          |                                           |
| الإصدار الثاني             | 23 أكتوبر 1914 | مجهول          | 12 يونيو 1920 | أسود وأبيض (مطبوعة على جانب واحد فقط)   | 149 × 83 ملم            |                                                          |                                           |
| الإصدار الثالث             | 22 يناير 1917  | مجهول          | 1 أغسطس 1933  | بني وأخضر                               | 151 × 84 ملم            | الوجه: بريتانيا؛ الظهر: بنك إنجلترا                      |                                           |
| السلسلة A (الإصدار الأول)  | 22 نوفمبر 1928 | مجهول          | 28 مايو 1962  | أخضر                                    | 151 × 85 ملم            | الوجه: بريتانيا؛ الظهر: القديس جوروج وتنين؛              |                                           |
| الإصدار الطارئ             | 29 مارس 1940   | مجهول          | 28 مايو 1962  | أزرق شاحب وبرتقالي                      | 151 × 85 ملم            | الوجه: بريتانيا؛ الظهر: القديس جوروج وتنين؛              |                                           |
| السلسلة A (الإصدار الثاني) | 17 يونيو 1948  | مجهول          | 28 مايو 1962  | أخضر                                    | 151 × 85 ملم            | الوجه: بريتانيا؛ الظهر: القديس جوروج وتنين؛              |                                           |
| السلسلة A (الإصدار الثالث) | 13 سبتمبر 1948 | مجهول          | 28 مايو 1962  | أخضر                                    | 151 × 85 ملم            | الوجه: بريتانيا؛ الظهر: القديس جوروج وتنين؛              |                                           |
| السلسلة C                  | 17 مارس 1960   | 1978           | 31 مايو 1979  | أخضر                                    | 151 × 72 ملم            | الوجه: الملكة إليزابيث الثانية؛ الظهر: شعار بنك بريطانيا | أول ورقة 1 جنيه إسترليني عليها صورة الملك |
| السلسلة D                  | 9 فبراير 1978  | 31 ديسمبر 1984 | 11 مارس 1988  | في الغالب أخضر                          | 135 × 67 ملم            | الوجه: الملكة إليزابيث الثانية؛ الظهر: إسحاق نيوتن       |                                           |

المصدر بنك إنجلترا.

## روابط خارجية
- Bank of England website نسخة محفوظة 19 November 2017 على موقع واي باك مشين.